# سهیلا رضوی
سهیلا رضوی (زاده ۹ شهریور ۱۳۳۳ در تهران) بازیگر سینما، تئاتر و تلویزیون اهل ایران است. وی همسر فرخ نعمتی بازیگر سینما، تئاتر و تلویزیون است.

## فیلم‌شناسی

### سینما
| فیلم                       | سال ساخت | کارگردان               |
| -------------------------- | -------- | ---------------------- |
| تفریق (فیلم)               | ۱۴۰۰     | مانی حقیقی             |
| آهو                        | ۱۳۹۹     | هوشنگ گلمکانی          |
| خوک                        | ۱۳۹۶     | مانی حقیقی             |
| اسرافیل                    | ۱۳۹۵     | آیدا پناهنده           |
| خانه‌ای در خیابان چهل و یکم | ۱۳۹۴     | حمیدرضا قربانی         |
| میگرن                      | ۱۳۹۰     | مانلی شجاعی فرد        |
| یه حبه قند                 | ۱۳۸۹     | رضا میرکریمی           |
| آقا یوسف                   | ۱۳۸۹     | علی رفیعی              |
| وقتی همه خوابیم            | ۱۳۸۶     | بهرام بیضایی           |
| مارمولک                    | ۱۳۸۲     | کمال تبریزی            |
| هتل کارتن                  | ۱۳۷۵     | سیروس الوند            |
| چهره                       | ۱۳۷۴     | سیروس الوند            |
| عاشقانه                    | ۱۳۷۴     | علیرضا داوودنژاد       |
| چون ابر در بهاران          | ۱۳۶۹     | سعید امیرسلیمانی       |
| سراب                       | ۱۳۶۵     | سعید اسدی، حمید تمجیدی |
| گردباد                     | ۱۳۶۴     | کامران قدکچیان         |

### فیلم تلویزیونی
| عنوان فیلم     | کارگردان     |
| -------------- | ------------ |
| دادگاه نورنبرگ | منیژه ممادری |
| رستم و سهراب   | پری صابری    |
| سلطان مار      | شهره لرستانی |
| نطفه شوم       | رضاکرم رضایی |
| دکتر فاستوس    | ایرج راد     |
| دکتر کنوک      | ایرج راد     |
| تجاوزگران      | ایرج راد     |

### مجموعه تلویزیونی
| سال  | نام سریال          | کارگردان         | توضیحات                         |
| ---- | ------------------ | ---------------- | ------------------------------- |
| ۱۳۶۶ | گرگ‌ها              | داوود میرباقری   | شبکه ۱ ۱۲ قسمت                  |
| ۱۳۶۶ | درخت دوستی         | سعید خاکسار      | شبکه ۲ ۵۰ قسمت                  |
| ۱۳۶۶ | آخرین گام          | حسین فردرو       | شبکه ۱                          |
| ۱۳۶۸ | بهارانه            | سیما ایلخان      | شبکه ۱ ۹۰ قسمت                  |
| ۱۳۶۹ | عطر گل یاس         | بهمن زرین‌پور     | شبکه ۱ ۱۰ قسمت                  |
| ۱۳۷۱ | آپارتمان           | اصغر هاشمی       | شبکه ۱ ۱۲ قسمت                  |
| ۱۳۷۴ | زیر گنبد کبود      | بهمن زرین‌پور     | شبکه ۵ ۲۶ قسمت                  |
| ۱۳۷۵ | سرنخ               | کیومرث پوراحمد   | شبکه ۱                          |
| ۱۳۷۸ | زمان شوریدگی       | محمدعلی نجفی     | شبکه ۱                          |
| ۱۳۷۸ | ورثه آقای نیکبخت   | مرضیه برومند     | شبکه ۱ ۱۳ قسمت                  |
| ۱۳۷۹ | داستان‌های نوروز    | مرضیه برومند     | شبکه ۱ ۸ قسمت                   |
| ۱۳۸۴ | پایان نمایش        | بهمن زرین‌پور     | شبکه ۱ ۱۵ قسمت                  |
| ۱۳۸۴ | گارد ساحلی         | محسن شاه محمدی   | شبکه ۳ ۱۳ قسمت                  |
| ۱۳۸۷ | زمانی برای پشیمانی | اسماعیل فلاح پور | شبکه ۳ ۵ قسمت پخش در شب‌های قدر  |
| ۱۳۸۸ | همه بچه‌های من      | مرضیه برومند     | شبکه ۱ ۴۱ قسمت                  |
| ۱۳۹۲ | یادآوری            | حجت قاسم‌زاده اصل | شبکه آی فیلم ۴۱ قسمت            |
| ۱۳۹۵ | برادر              | جواد افشار       | شبکه ۲ ۳۰ قسمت پخش در ماه رمضان |
| ۱۳۹۸ | بانوی سردار        | پرویز شیخ طادی   | شبکه ۳ ۱۲ قسمت                  |
| ۱۳۹۸ | وارش               | احمد کاوری       | شبکه ۳ ۳۴ قسمت                  |
| ۱۴۰۰ | آتش و باد          | مجتبی راعی       | شبکه ۳ ۵۷ قسمت                  |

### تئاتر
| عروسی خون             | علی رفیعی        |
| رمئو و ژولیت          | علی رفیعی        |
| کلفت‌ها                | علی رفیعی        |
| در مصر برف نمی‌بارد    | علی رفیعی        |
| شکار روباه            | علی رفیعی        |
| اتلو                  | هوشنگ توکلی      |
| افرا                  | بهرام بیضایی     |
| مردی برای تمام فصول   | بهمن فرمان‌آرا    |
| ناهار لعنتی           | سعید امیرسلیمانی |
| سایه سیمرغ            | سعید امیرسلیمانی |
| شاهزاده و گدا         | هادی مرزبان      |
| باغ آلبالو            | اکبر زنجانپور    |
| آژانس ونوس            | جمشید جهانزاده   |
| زنان صبرا مردان شتیلا | قطب الدین صادقی  |

### شبکه خانگی
| سال  | عنوان فیلم | کارگردان | نقش   |
| ---- | ---------- | -------- | ----- |
| ۱۳۹۶ | شهرزاد ۳   | حسن فتحی | پروین |
| ۱۳۹۶ | شهرزاد ۲   | حسن فتحی | پروین |
| ۱۳۹۴ | شهرزاد ۱   | حسن فتحی | پروین |

### تله تئاتر
| عنوان تله تئاتر  | کارگردان      | سال تولید |
| ---------------- | ------------- | --------- |
| جوان نازنین      | ستاره اسکندری | ۱۳۹۳      |
| زندگی آقای دونیج | ستاره اسکندری | ۱۳۹۶      |